# Báo Thái Bình
Báo Thái Bình là đơn vị sự nghiệp trực thuộc Ủy ban Nhân dân tỉnh Thái Bình. Đài thành lập ngày 02/09/1956. Hiện tại kênh đã ngừng phát sóng trên Analog tại Thái Bình và chuyển sang phát sóng kĩ thuật số qua sóng DVB-T2 của truyền hình DTV.

## Lịch sử
Ngày 02/09/1956: Đài Truyền thanh Thái Bình chính thức được thành lập.
Ngày 20/10/1977: UBND tỉnh ra quyết định số 88-TC thành lập Đài Phát thanh Thái Bình.
Ngày 08/08/1988: UBND tỉnh ra quyết định số 334/QĐ-UB thành lập Đài Phát thanh - Truyền hình Thái Bình.
Ngày 02/09/1988: Phát sóng truyền hình màu trên Kênh 6; Công suất 50W; Cột cao 30m.
Năm 1995: Phát sóng phát thanh trên tần số 97Mhz: Công suất 4KW.
Năm 1996: Phát sóng truyền hình trên Kênh 36; Công suất 7KW.
Năm 1998: Sản xuất chương trình truyền hình theo tiêu chuẩn kỹ thuật số.
Năm 2003: Phát sóng Kênh Truyền hình Thái Bình trên kênh 30 truyền hình số mặt đất tiêu chuẩn DVB-T2.
Năm 2004: Sản xuất chương trình phát thanh theo tiêu chuẩn kỹ thuật số.
Năm 2009: Đài PT-TH Thái Bình đưa vào sử dụng trang thông tin điện tử www.thaibinhtv.vn.
Năm 2013: Đài PT-TH Thái Bình chuyển đổi sang SXCT truyền hình theo chuẩn HD.
Năm 2014: Các chương trình của Đài PT-TH Thái Bình được phát trên các hệ thống: Truyền hình Cáp Thái Bình; Truyền hình Cáp Việt Nam; Truyền hình MyTV; Truyền hình FPT; Truyền hình NextTV; Truyền hình MobiTV. Truyền hình trực tuyến trên Internet tại địa chỉ: thaibinhtv.vn. Truyền hình trên mạng xã hội tại địa chỉ: youtube.com/thaibinhtv hoặc facebook.com/thaibinhtv.
Tháng 6/2017: Kênh TBTV của Đài PT-TH Thái Bình phát sóng chuẩn HD trên kênh K31-DVBT-2 phủ sóng toàn quốc trên hạ tầng của Đài truyền hình Kỹ thuật số VTC.
Tháng 6 đến tháng 7/2018: Đài PT-TH Thái Bình chính thức tiếp sóng kênh VTV3 và VTV6 tường thuật trực tiếp World Cup 2018.
Ngày 4 tháng 3 năm 2025: Báo Thái Bình đã hợp nhất với Đài Phát thanh - Truyền hình Thái Bình, thành lập Báo Thái Bình (mới)

## Phát sóng trên các hạ tầng

### TBTV
- VTVcab: Kênh 232, Kênh 147.
- SCTV: DVB-T2 Hà Nội và TP.HCM.
- VIETTEL TV: Kênh 254.
- DVB-T2: Tùy theo khu vực.
- FPT: Kênh 173.
- MyTV: Kênh 171.
- Truyền hình OTT: FPT Play, MyTV, VTVCab ON, VTVgo, VieON, TV360, Thái Bình TV.
- Ngoài ra còn phát sóng trên trang web: http://thaibinhtv.vn/ và http://www.tvnet.gov.vn Lưu trữ ngày 30 tháng 6 năm 2017 tại Wayback Machine.

### Đài FM
Phát trực tiếp trên tần số FM 97Mhz hoặc qua trang web http://thaibinhtv.vn/ và trên TBTV Go.

## Thời lượng phát sóng
| Chương trình     | Khung giờ                |
| ---------------- | ------------------------ |
| Truyền hình      | 05:30 - 24:00 hàng ngày. |
| \| Phát thanh \| | 05:00 - 23:00 hàng ngày. |
| Phát thanh       |                          |

## Nhạc hiệu và lời xướng
Đầu các chương trình thời sự và đầu buổi phát sóng mỗi ngày trên kênh phát thanh tổng hợp của Đài đều có phát một đoạn nhạc không lời gọi là "nhạc hiệu" của Đài cùng một câu giới thiệu tên gọi và vị trí của Đài được gọi là "lời xướng" do các phát thanh viên gồm một nam và một nữ lần lượt đọc. Nhạc hiệu của Đài là bài "Nắng ấm quê hương" của cố nhạc sĩ Vĩnh An, được dùng từ khi thành lập Đài cho đến nay.
Lời xướng dùng từ ngày 2 tháng 9 năm 1956 - 19 tháng 10 năm 1977:
| “ | Đây là Đài Truyền thanh Thái Bình. | ” |

Lời xướng dùng từ ngày 20 tháng 10 năm 1977 - 8 tháng 8 năm 1988:
| “ | Đây là Đài Phát thanh Thái Bình. | ” |

Lời xướng dùng từ ngày 8 tháng 8 năm 1988 - nay:
| “ | Đây là Đài Phát thanh - Truyền hình Thái Bình. | ” |